# Tiers-ordre de la Bienheureuse Vierge Marie du Mont Carmel
Pour les articles homonymes, voir Carmel et Carmes.
Le tiers-ordre de la Bienheureuse Vierge Marie du Mont Carmel (également appelé Carmes Laïques) est une branche de l'ordre des Carmes de l'Ancienne Observance (Grands Carmes). Cet branche laïque a été fondée en 1476 par la bulle du pape Sixte IV. Cet ordre est connu pour sa dévotion à la Vierge Marie sous l'appellation de Notre-Dame du Mont-Carmel.
Les laïques qui composent ces communautés suivent la règle révisée en 1678 qui prescrit la récitation de la liturgie des heures et un temps d'oraison. Les communautés carmélitaines se développent dans le monde entier. Les membres font vœu de chasteté et d'obéissance.

## Histoire

### Fondation du Tiers-Ordre carmélite
Le Tiers-Ordre carmélitain s'est développé à partir de 1452 avec la bulle Cum nulla, promulguée par le pape Nicolas V sous le généralat du bienheureux Jean Soreth. La règle révisée en 1678 est toujours utilisée aujourd'hui.

### La règle observée par le Tiers-Ordre
La règle observée par les tertiaires, qu'elles vivent dans le monde ou rassemblées dans des communautés, était à l'origine la même que celle des frères carmes, avec des modifications requises par leur condition. Si au départ, les laïcs étaient appelés à imiter la vie cloîtrée des religieux, le père Miguel de la Fuente fait évoluer la règle en invitant les membres du Tiers-Ordre à concentrer les temps de prière formelle sur plusieurs périodes de la journée, ce qui est plus compatible avec une vie hors des monastères.
Teodoro Straccio (pt), général des Carmes de l'Ancienne Observance, compose en 1635, une nouvelle règle, révisée en 1678, qui est toujours observée chez les tertiaires de l'ordre des carmes chaussés comme chez les Carmes Déchaux. 
Cette règle prescrit la récitation de l'office canonique, ou encore du Petit office de la Sainte Vierge, ou, à sa place, un Notre Père et un Je vous salue Marie à dire trente-cinq fois par jour (cinq fois en lieu et place de chacune des sept heures canoniales) ; ainsi qu'une demi-heure d'oraison matin et soir ; le jeûne tous les vendredis ainsi que les mercredis et samedis du 14 septembre à Pâques, l'abstinence durant l'Avent et le Carême, ainsi que diverses actions de mortification, la dévotion et la charité. Les supérieurs peuvent, à leur discrétion, dispenser de certaines de ces obligations.

### Les membres des communautés
Comme pour les autres ordres mendiants, les membres de cet ordre sont des laïques ou des séculiers (par exemple des prêtres, diacres) qui ne vivent pas en communauté (ni n'ont prononcé de vœux), et souhaitent vivre leur vie dans la spiritualité carmélitaine, et adopter sa règle de vie quotidienne (la prière, le jeûne, les réunions, etc), en se mettant sous la direction spirituelle de Carmes. Librement, ils font vœux de chasteté et d'obéissance. 

### De nos jours
Au début du XXe siècle, il était impossible d'évaluer, même approximativement, le nombre de tertiaires vivant dans le monde. D'autant qu'il existe de nombreux groupes de laïcs du Tiers-Ordre à travers le monde, regroupés en communautés ou en confréries. 
Certains de ces groupes sont les mouvements : Famille domestique ou la famille en Italie, le mouvement carmélite (Pays basque), la Famille Missionnaire Internationale Donum Dei, la Confrérie du Scapulaire du Mont Carmel, etc.
- Au début du XXIe siècle, on comptait plusieurs centaines de membres profès dans la province carmélite de Grande-Bretagne.
- En France, après le retour des Grands Carmes à Nantes, deux fraternités carmélitaines ont été fondées (Toulon en 1992, et Nantes en 2001), elles comptent aujourd'hui une vingtaine de membres[3].
- Aux États-Unis, le tiers-ordre de la Bienheureuse Vierge Marie du Mont Carmel est également présent, avec deux congrégations comptant 125 membres.

## Source
- (en) Cet article est partiellement ou en totalité issu de l’article de Wikipédia en anglais intitulé « Lay Carmelites » (voir la liste des auteurs).

- (ca) Cet article est partiellement ou en totalité issu de l’article de Wikipédia en catalan intitulé « Tercer Orde del Carmel » (voir la liste des auteurs).